# Tolmerolestes fax
Tolmerolestes fax är en tvåvingeart som beskrevs av Lynch Arribalzaga 1881. Tolmerolestes fax ingår i släktet Tolmerolestes och familjen rovflugor. Inga underarter finns listade i Catalogue of Life.